# Serranus subligarius
Serranus subligarius és una espècie de peix de la família dels serrànids i de l'ordre dels perciformes que es troba des de Carolina del Nord fins a Florida, Texas, Mèxic i Cuba.
Els mascles poden assolir els 10 cm de longitud total.